# خبيزة قنابية

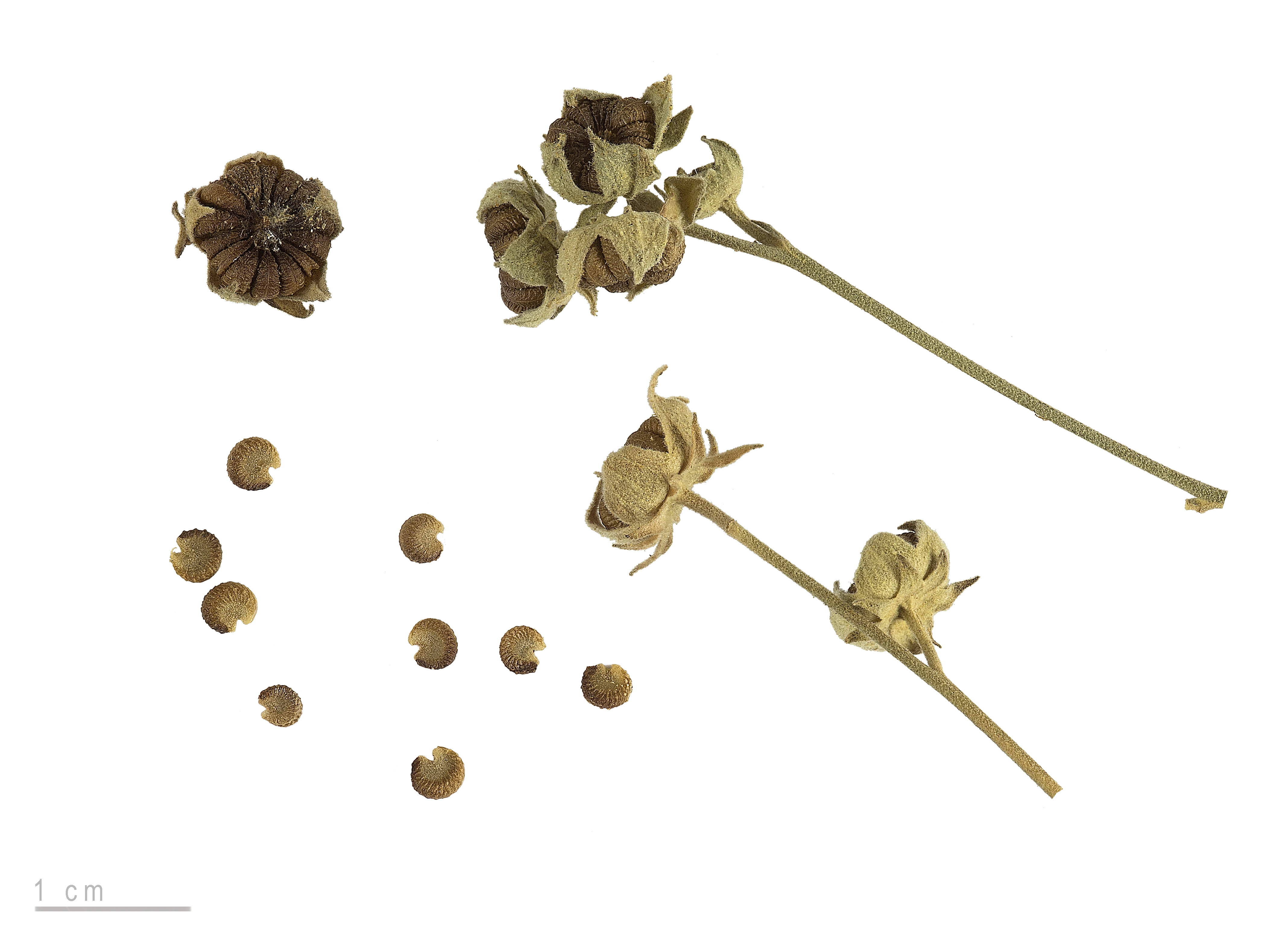
بذور الخبيزة القنابية

خُبَّيْزَة قِنَّابِيَّة أو ختمية قنابية عشب معمر ينممي إلى جنس الختمية من فصيلة الخبازية. الأوراق تشبه أوراق القنب ومن هنا جاءت التسمية.

## وصف
يعلو من ١٠٠ إلى ١٥٠ سم. سوقه وأوراقه زباء البشرة. أوراقه خلبية ثلاثية أو خماسية الفصوص مسننة الحافة. أزهاره وردية ثلاثية التجميع متوسطة القد قطرها نحو ٤ سم. ازهراره يستمر من حزيران إلى أيلول.

## معرض الصور
|  |  |  |  |  |  |

## النطاق
ينمو هذا النبات في وسط وجنوب أوروبا وفي حوض البحر الأبيض المتوسط، من البرتغال وشمال إفريقيا شرقًا إلى تركيا - باستثناء جزر البليار وكورسيكا وكريت وشيبري - حتى آسيا الوسطى. 